# Oud Gastel

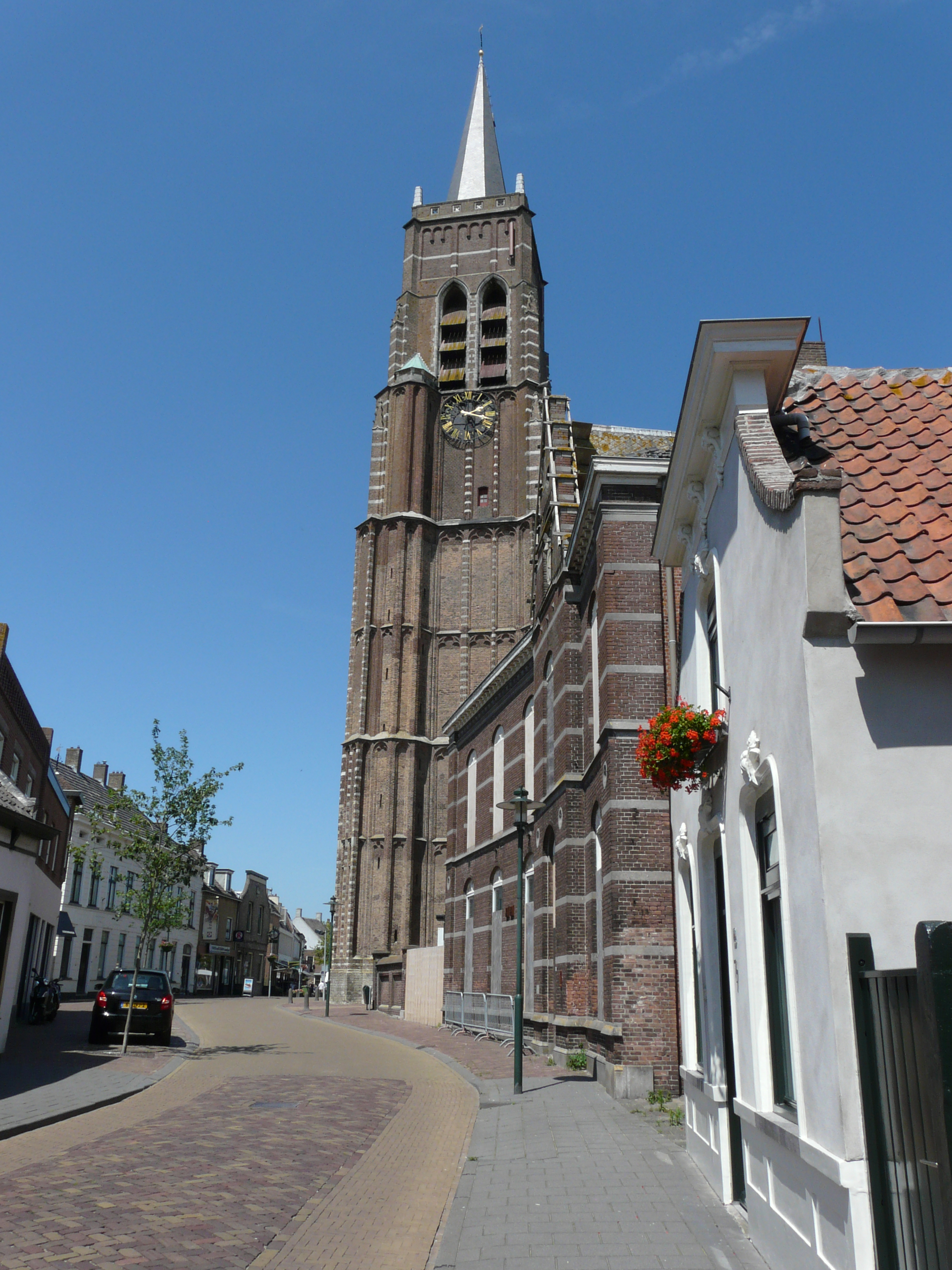
Sint-Laurentiuskerk

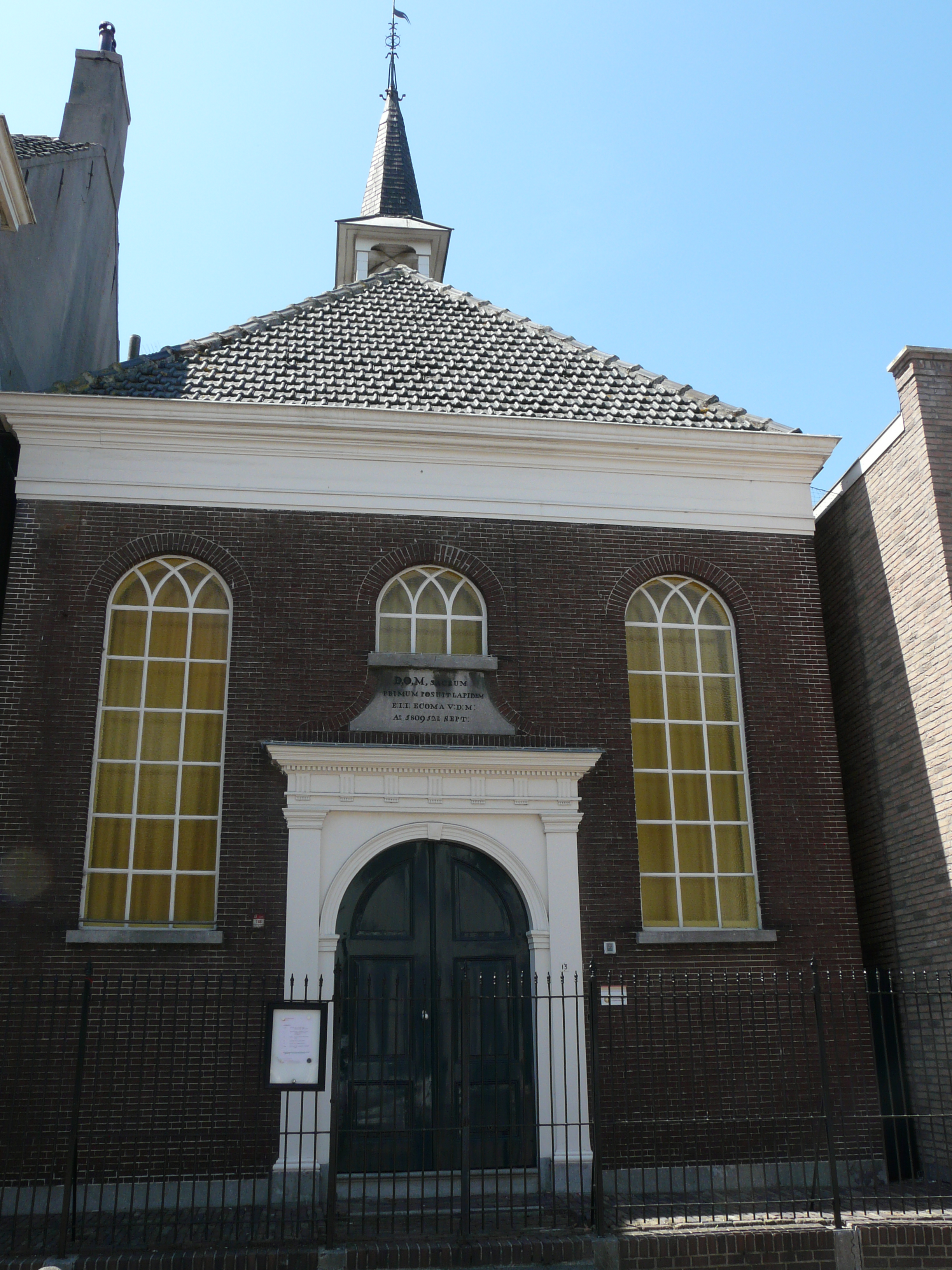
Hervormde kerk

Oud Gastel (Brabants: Gastel/Gestel) (niet te verwarren met Oud-Gestel & Gastel) is een dorp in de gemeente Halderberge in de Nederlandse provincie Noord-Brabant. Omliggende plaatsen zijn Stampersgat, Oudenbosch, Roosendaal en Kruisland.
Vóór de gemeentelijke herindeling van 1997 vormde Oud Gastel samen met Stampersgat de gemeente Oud en Nieuw Gastel.

## Etymologie
De naam Gastel is waarschijnlijk afgeleid van -gestel: hoge grond tussen twee waterlopen. Het grondgebied van het dorp ligt  ingebed tussen de rivieren de Mark en de Vliet en is misschien geheel, in elk geval voor een groot deel door en uit deze rivieren gevormd. Naast Oud Gastel bestond ook Nieuw Gastel. Dit lag ten noorden van Oud Gastel aan de Dintel in het poldergebied. Het ging, reeds kort na de stichting ervan, in de 16e eeuw door overstromingen verloren.

## Geschiedenis
Binnen het voormalig allodium van de Heren van Breda bevonden zich enclaves, dergelijke enclaves waren allodia. Dat waren gebieden die door de hertogen van Brabant geschonken werden aan een verdienstelijk dienstman. Het uitgestrektste allodium heette Gastel met daarbij de plaatsen Oudenbosch en Hoeven met aangesloten zandverstuivingen en vennen. De eerste schriftelijke vermelding van Gastel, als Gestele, stamt uit 1275. Toen schonk Arnoud van Leuven, Heer van Breda, het patronaatsrecht van Gastel aan de Sint-Bernardusabdij te Hemiksem. De monniken voerden ontginningswerkzaamheden uit. Nadat Arnoud in 1287 gestorven was, werd het Land van Breda gesplitst in de heerlijkheden Breda (de latere Baronie) en Bergen op Zoom (het latere Markiezaat). Gestel werd door beide Heren bestuurd, maar kwam in 1458 definitief aan Bergen op Zoom. In 1296 kreeg Gastel een eigen schepenbank.
In 1276 werd Gastel een zelfstandige parochie met Sint-Laurentius als patroonheilige. In 1648 naastten de hervormden de kerk en de pastorie, en een jaar later kwam de eerste predikant. De katholieken bouwden in 1689 een schuurkerk aan de Meir te Stoof. Zij kregen in 1799 echter hun kerk weer terug, waarop de protestanten, ter compensatie, in 1809 een Napoleonskerk konden bouwen aan de Dorpsstraat.
In 1866 vestigden zich de Franciscanessen van Charitas in Oud Gastel. Zij beheerden het Sint-Jozef Gesticht, dat diende als bejaardentehuis, ziekenhuis en weeshuis, tot 1954. Toen werd het ziekenhuis opgeheven, maar het gebouw vervulde nog diverse taken. In 1989 werd het gebouw, behalve de kapel, gesloopt.
In 1747, tijdens de Oostenrijkse Successieoorlog werd Bergen op Zoom door de Fransen belegerd en werden in Oud Gastel ook Franse militairen ingekwartierd. Men bouwde aan de oostzijde van de Gastelse Dijk West een versterking, Fort Willem genaamd, dat onderdeel was van een linie om de Fransen tegen te houden.
Tijdens de Eerste Wereldoorlog werden, in het kader van de mobilisatie, Nederlandse militairen in Oud Gastel ingekwartierd. Ook werden Belgische vluchtelingen in het dorp gehuisvest.
De Duitse bezetting tijdens de Tweede Wereldoorlog eindigde op 30 oktober 1944, toen Oud Gastel werd bevrijd.

## Geografie
Het dorp Oud Gastel is een lintdorp, de lengte (zuid-noord) is 4 km, de breedte is een stuk minder (oost-west 1 km). De belangrijkste straten zijn de Roosendaalsebaan, Moleneind, Kerkstraat, Markt, Dorpsstraat, Rijpersweg en de Veerkensweg. Door deze straten liep vroeger de tramverbinding van Roosendaal naar Willemstad. De bebouwing aan de westelijk kant van deze straat is tegen een dijk aan gebouwd op de grens van zand en klei. Op sommige punten is het verschil in hoogte 1 meter. Hoe dichter bij de kerk, hoe groter het verschil wordt.

## Bezienswaardigheden
- De Sint-Laurentiuskerk[5] is een neogotisch bouwwerk uit 1906, aan de Kerkstraat 3. De bijbehorende toren stamt uit 1450
- De Hervormde kerk, aan Dorpsstraat 13, uit 1809
- Het Heilig Hartbeeld (1927) aan de Dorpsstraat
- Het Mastboomhuis, aan Dorpsstraat 44, uit 1874
- Dorpsmuseum In de drie Snoeken.

## Evenementen
Oud Gastel heeft een aantal grote evenementen:
- Carnaval, dan heet het dorp Vastelaovedzottelaand
- Wielerronde en Vlaamse kermis in het weekend na Pasen
- Vlietloop, stratenloop over 5 km, 10 km en een halve marathon van 't Veerke op Koningsdag
- Pulling Gastel, Groots opgezette trekkertrek begin mei
- Avondwandelvierdaagse in het tweede weekend van mei
- Strandvoetbal- en beachvolleybaltoernooien in het Hemelvaartweekend
- Marterei, braderie in het derde weekend van juni
- Verwer & Janssen Triatlon, Brabants grootste triathlon met bijna 1000 deelnemers op laatste zaterdag van juni
- Mudchallenge KPJ Oud Gastel, modderspektakel in juli
- Spuitbal KPJ Oud Gastel, halverwege de maand juni
- Kindervakantieweek & Jeugdzeskamp
- Amusant Gastels van orkest Gastels Fanfare begin december
- Pekkercross, veldloop op zondag voor kerstmis
- Sfeerpop, muziek/theaterfestival begin september aan de Gastelsedijk Zuid nabij Gastel Sfeer

## Musea
- Dorpsmuseum "In de Drie Snoeken", aan Dorpsstraat 50, is gevestigd in een voormalig café annex danszaal uit 1820. Het bevat plaatselijke oudheidkundige voorwerpen, zoals vaandels, een plooimachientje voor poffers uit een plaatselijke mutsenmakerij en dergelijke. Deze oudheidkamer werd opgericht in 1988.

## Economie
Oud Gastel bezat drie suikerfabrieken, en wel:
- Daverveldt, Binck & Co., gelegen bij Oudenbosch en opgericht in 1872 en buiten bedrijf gesteld in 1917.
- Hoendervangers & Co., uit 1871, in 1873 voortgezet als N.V Beetwortelsuikerfabriek St.Antoine en in 1921 gesloten. De machines zijn in 1925 overgebracht naar Ipswich in Engeland. De directievilla's en een aantal door de fabriek gebouwde woningen voor kantoorpersoneel zijn nog aanwezig. Hak Conserven heeft van deze gebouwen gebruikgemaakt en thans is er een kabelstripfabriek in gevestigd.
- N.V. Gastelsche Beetwortelsuikerfabriek gelegen in Stampersgat. Opgericht in 1866 en in 1927 buiten bedrijf gesteld.

Andere fabrieken die in Oud Gastel staan of stonden:
- De zuivelfabriek, startte onder de naam Vacca, later werd het Menken Dairy Food en daarna Campina. Midden 2010 werd de zuivelfabriek gesloten om eind 2010 gesloopt te worden.
- Chemie-Pack heeft een nevenvestiging in Oud Gastel
- Nicotinefabriek: deze bevond zich in de Steenstraat, waar nicotine uit afvaltabak gehaald werd.

## Verkeer en vervoer
Oud Gastel ligt aan de N268 en is bereikbaar via de A17.
Openbaar vervoer naar Oud Gastel wordt verzorgd door Arriva met:
- lijn 163 van Willemstad naar Roosendaal via Fijnaart en Oud Gastel
- lijn 213 van Oud Gastel naar Steenbergen via Kruisland en Blauwe Sluis
- lijn 361 van Oud Gastel naar Ossendrecht via Steenbergen, Halsteren en Bergen op Zoom
- lijn 380 van Oud Gastel naar Geertruidenberg via Etten-Leur en Breda

## Geboren in Oud Gastel
- Arjan Christianen (1982), keeper van Willem II, voorheen NAC Breda, Fortuna Sittard en RBC Roosendaal
- Cornelia Frijters (1909-1990), laatste begijn van Nederland
- Sybrand Heerma van Voss (1841-1934), ondernemer en luchtvaartpionier
- Jan Jonkers (1955), wielrenner
- Jacobus Cornelius Meeuwissen (1847-1916), apostolisch vicaris van Suriname
- Marinus Petrus Antonius den Ouden (1909-1951), commandant van het Nederlands Detachement Verenigde Naties in de Koreaanse Oorlog
- Ad Tak (1953), wielrenner
- Anton Tak (1968), wielrenner
- Pepijn van de Merbel (2002), keeper van NAC Breda

## Galerij

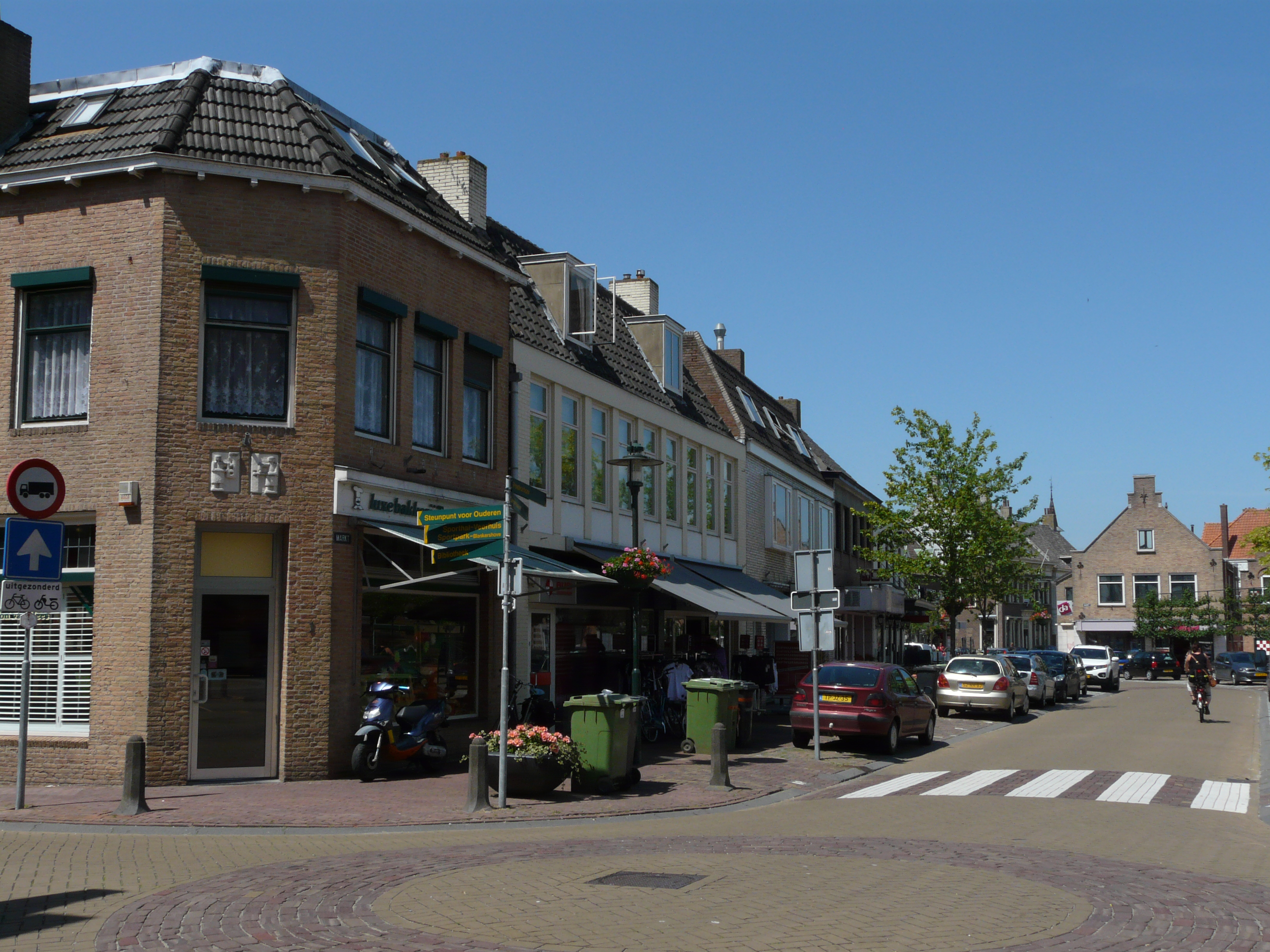
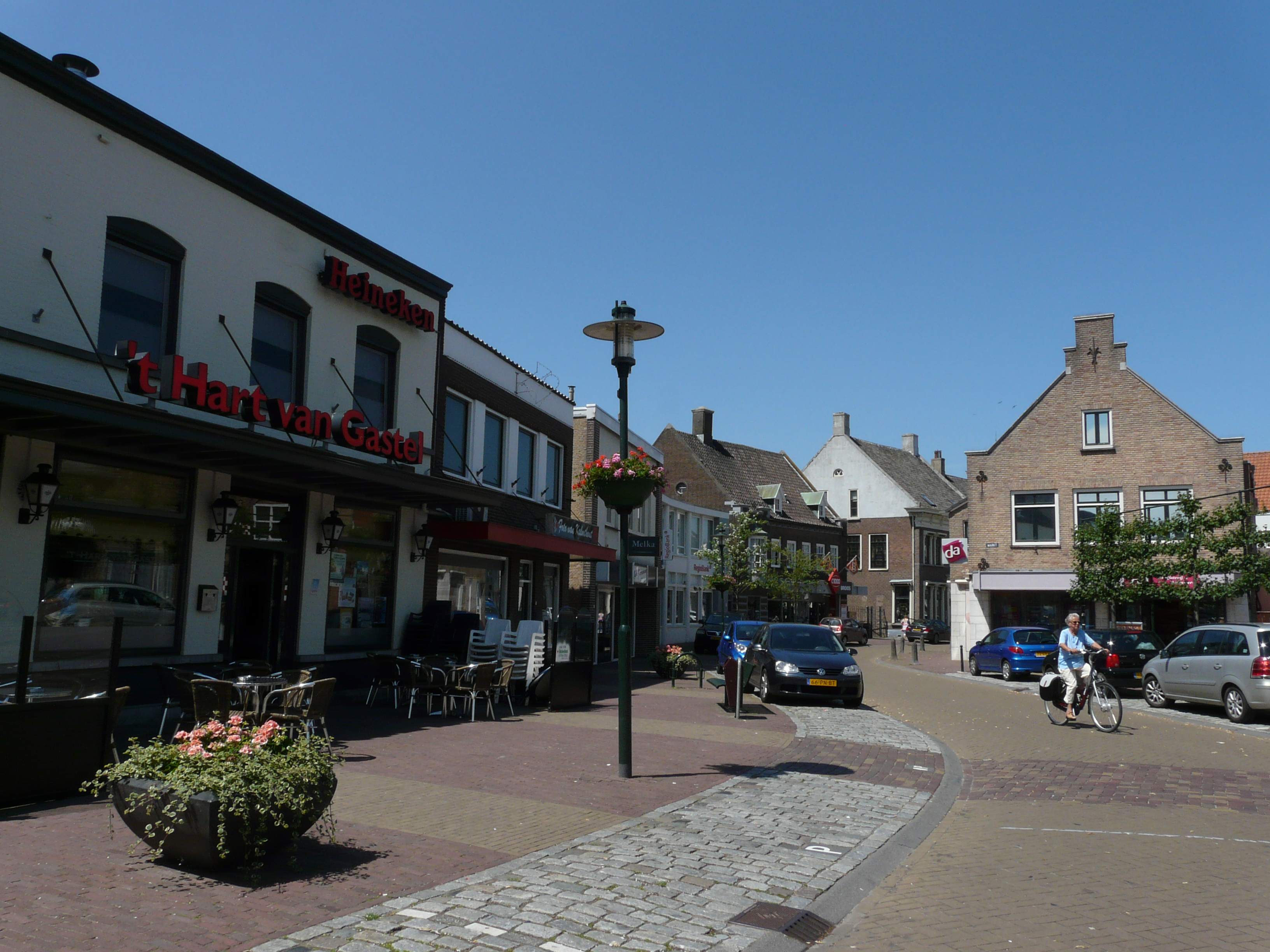
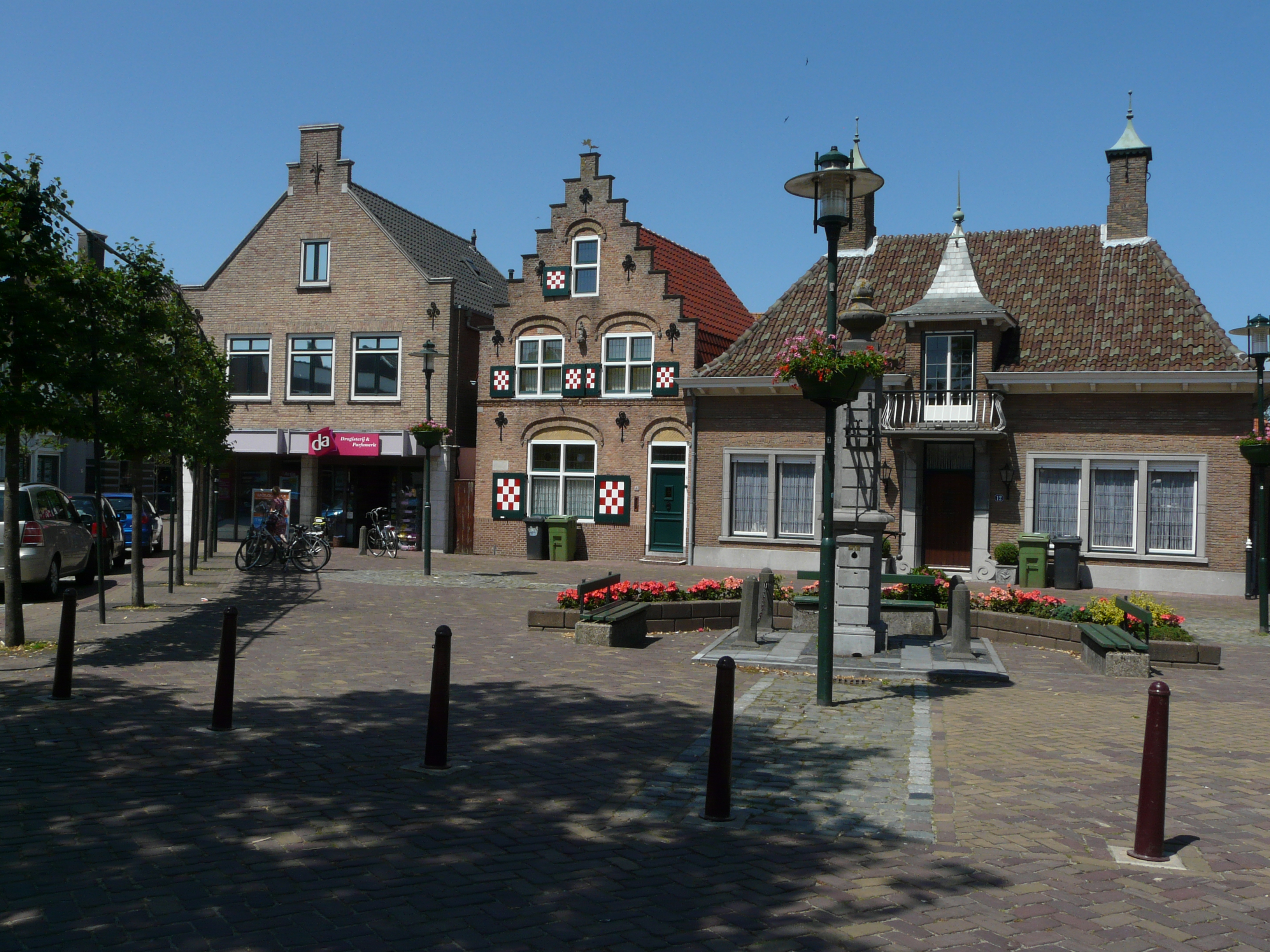
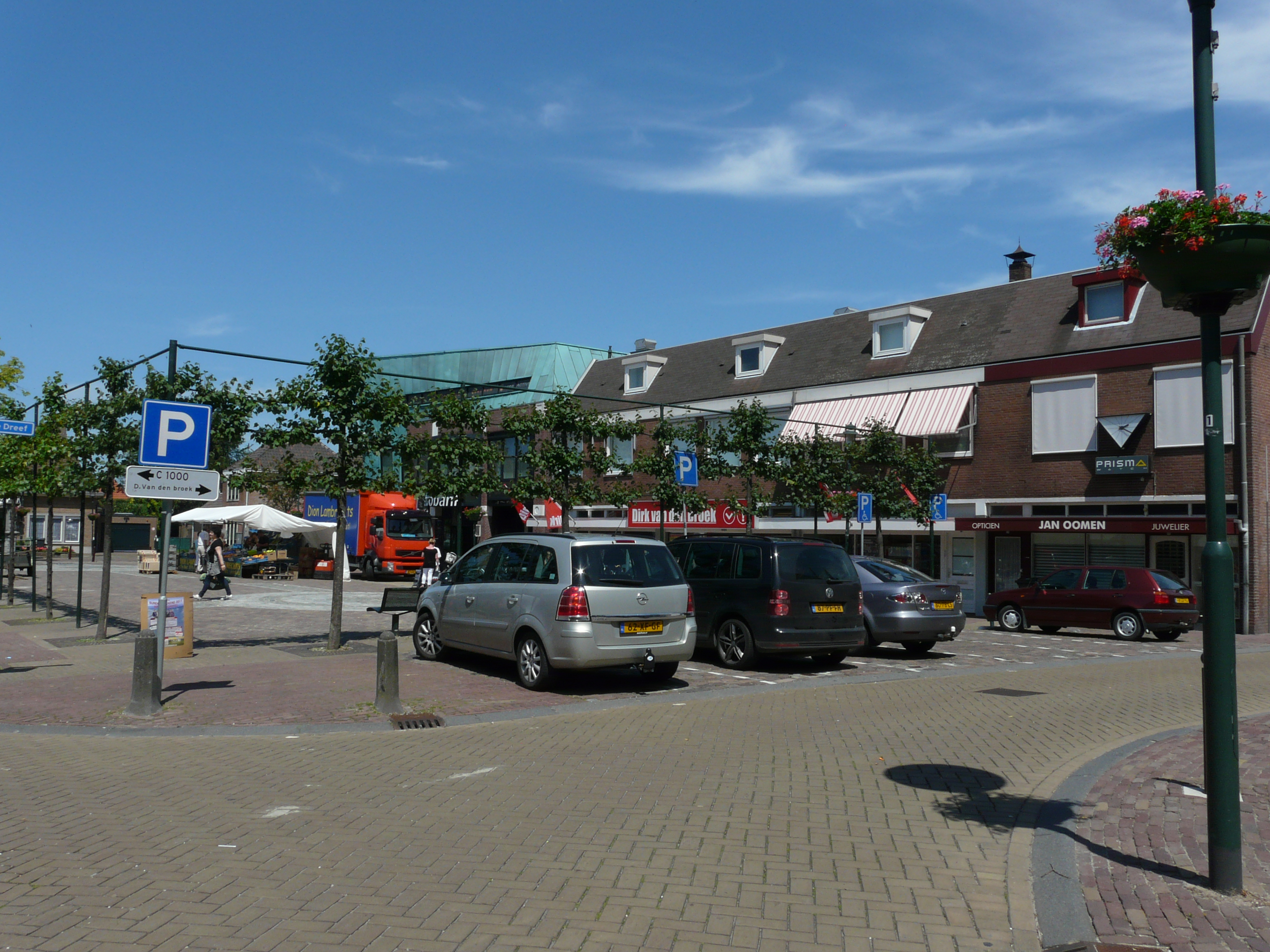